# Oficina de Asuntos Especiales
La Oficina de Asuntos Especiales (Office of Special Affairs, OSA), anteriormente llamada Oficina del Guardián, es un departamento de la Iglesia de la Cienciología Internacional. Según la Iglesia, la OSA es responsable de dirigir asuntos legales, relaciones públicas, realizar investigaciones, dar a conocer las "obras de mejora social" de la Iglesia y "supervisar [sus] programas de reforma social". Algunos observadores fuera de la Iglesia han caracterizado al departamento como una agencia de inteligencia, comparándola con la CIA o el KGB. El departamento ha señalado a críticos de la Iglesia para operaciones de asesinato de la reputación.
La OSA es la sucesora de la ya desaparecida Oficina del Guardián que fue responsable de la Operación Blancanieves y la Operación Asustarse. Está en el departamento 20 en el organigrama de la Cienciología. Un jefe reciente de OSA International fue Mike Rinder, quien se ha separado de la organización y la critica severamente, apareciendo como copresentador de la serie documental Leah Remini: Cienciología y las secuelas.

## Estructura y personal
En las organizaciones locales de la Cienciología, los directores (de Asuntos Especiales, Legales y de Asuntos Públicos) son miembros del personal de la OSA. Los directores locales de Asuntos Especiales son ahora conocidos como DSAs (Directors of Special Affairs). Los miembros de la Oficina de Asuntos Especiales provienen de Organización del Mar.
Además del personal regular, algunos miembros de la iglesia también actúan como colaboradores voluntarios para la oficina, lo que reduce los gastos de investigación privada e investigación legal. Algunos voluntarios participan bajo la noción de que reciben "protección ética" especial. En un caso, se hizo creer a un voluntario que leía información crítica sobre la Cienciología en Internet que no podría continuar recibiendo servicios a menos que realizara una serie de investigaciones para OSA.

## Historia
La Oficina del Guardián se estableció en 1966 y su misión inicial era proteger los intereses de la Iglesia de la Cienciología y recopilar información sobre agencias e individuos considerados enemigos de la organización. La Oficina del Guardián también fue acusada de monitoreo interno de los Cienciólogos, en particular herejes y desertores notables. L. Ron Hubbard puso a su esposa Mary Sue Hubbard a cargo de la Oficina del Guardián, e inicialmente tuvo su sede en Saint Hill Manor, Inglaterra. La Oficina del Guardián funcionó efectivamente como una agencia de inteligencia de la Iglesia de la Cienciología, y plantó miembros en puestos clave dentro de las agencias del gobierno federal, con el fin de obtener material confidencial. La mayoría de las ramas de la Iglesia de la Cienciología pronto tuvieron al menos un miembro de la Oficina del Guardián en su personal, y la propia Oficina del Guardián tenía su propia Oficina de Inteligencia secreta en la parte superior de su estructura organizativa. La Oficina del Guardián se disolvió en 1983 y la mayor parte de sus funciones anteriores se asignaron a la Oficina de Asuntos Especiales.

## Métodos
Garry Scarff ha dicho que solía ser un operativo de OSA. Ha hecho una serie de declaraciones sobre el funcionamiento interno de OSA, muchas de las cuales son disputadas por la Iglesia. En una declaración jurada tomada entre julio y agosto de 1993 y presentada en "Church of Scientology International vs. Steven Fishman y Uwe Geertz", Scarff testificó: "... me ordenaron, uno, ir a Chicago, Illinois y a asesinar a Cynthia Kisser, Cynthia Kisser es la directora ejecutiva de la Cult Awareness Network, por un accidente automovilístico en escena". Kisser no fue asesinada, y Scarff dijo: "No podía llevarme a hacer daño ni matar a nadie".
Tory Christman, un ex voluntario de OSA ha declarado que la organización contrató investigadores privados, fabricó cargos criminales y hostigó a sus objetivos, incluso en su lugar de trabajo, así como a sus familiares.
Bonnie Woods, una exmiembro que comenzó a aconsejar a las personas involucradas con la Cienciología y sus familias, se convirtió en un objetivo junto con su esposo en 1993 cuando la Iglesia de la Cienciología comenzó una operación con un folleto que la denunciaba como "activista del odio" con manifestantes fuera de su hogar y en los alrededores de East Grinstead. Ella y su familia fueron seguidos por un investigador privado, y un acreedor suyo fue localizado y se le proporcionó asistencia legal gratuita para demandarlos y llevarlos a la bancarrota. Después de una larga batalla de demandas por difamación, en 1999 la iglesia acordó emitir una disculpa y pagar £ 55,000 por daños y £ 100,000 a los Woods.
Nancy Many fue un operativo de alto nivel de la Oficina del Guardián (Guardian Office, GO) durante la Operación Asustarse, y en una entrevista televisiva de 2013 para Dangerous Persuasions en Discovery Channel, describió detalles íntimos de la operación para hostigar Paulette Cooper, incluida su participación personal. En el documental también confirmó explícitamente la existencia de "El Programa Mesiánico", un programa de interrogatorio de la GO diseñado específicamente para evaluar la reacción de los sujetos a la enseñanza de que L. Ronald Hubbard estaba "al nivel de Jesús y Buda". Este programa solo fue administrado a agentes de la GO confiables por sus superiores, y nunca a cienciólogos externos, lo que indica su naturaleza extremadamente clasificada.
Entre los objetivos de las operaciones de la OSA están los grupos Zona Libre.